# Alnus alnobetula
L'ontano verde (Alnus alnobetula (Ehrh.) K.Koch) è una pianta legnosa caducifolia della famiglia delle Betulacee.

## Descrizione
Si tratta di un grande arbusto alto dai 3 ai 5 metri con una corteccia grigia liscia anche in età avanzata. Le foglie sono verde brillante, di forma ovoidale, lunghe 3–8 cm e larghe 2–6 cm. Le infiorescenze, a differenza di altri ontani, appaiono nella tarda primavera dopo le foglie. Gli amenti maschili, lunghi 4–8 cm, sono pendenti. Le infiorescenze femminili, nel tardo autunno quando sono mature, sono lunghe 1 cm e larghe 0,7 cm. I semi sono piccoli, lunghi 1–2 mm, marrone chiaro.

## Ecologia
A. alnobetula ha un sistema radicale poco profondo. Si tratta di una pianta a crescita rapida che gode della presenza di molta luce. È una specie che si adatta bene anche a terreni poveri contribuendo all’aumento della fertilità del suolo e favorendo la ventilazione della zona superficiale. Nelle radici poco profonde della pianta vivono infatti, ospitati in particolari tubercoli, microorganismi azotofissatori che arricchiscono il suolo fissando l’azoto atmosferico. 

## Distribuzione e habitat
La specie ha un areale oloartico che si estende dal Nord America all'Europa e all'Asia sino alla Siberia. In Italia è presente principalmente sulle Alpi,  crescendo bene tra i 200 m ed i 1900 m sul livello del mare.
Sì adatta ottimamente alle aree umide, trovandosi principalmente lungo le rive di torrenti, fiumi e laghi.
Alle quote più elevate ed in presenza di terreni poveri o di nuova formazione svolge il ruolo di specie pioniera, esprimendo esemplari arbustivi di dimensioni contenute rispetto all'optimum.

## Tassonomia
Sono note le seguenti sottospecie:

Areale di Alnus alnobetula subsp. alnobetula

- Alnus alnobetula subsp. alnobetula  - sottospecie nominale, diffusa in Europa centrale.
- Alnus alnobetula subsp. crispa (Aiton) Raus - Nord America nord-orientale, Groenlandia.
- Alnus alnobetula subsp. fruticosa (Rupr.) Raus - Nord-est Europa, Asia del nord, Nord America nord-occidentale.
- Alnus alnobetula subsp. sinuata (Regel) Raus - Nord America occidentale, Siberia estremo nord orientale.
- Alnus alnobetula subsp. suaveolens (Req.) Lambinon & Kerguélen - endemismo della Corsica.

## Usi
Viene usato qualche volta per la riforestazione su terreni poco fertili dato che è in grado di arricchirli grazie ai suoi noduli fissatori di azoto e allo stesso tempo non cresce in maniera tale da competere con le altre specie arboree prescelte. A. sinuata può aggiungere al terreno circa 25 kg di azoto per acro all'anno.

## Galleria d'immagini

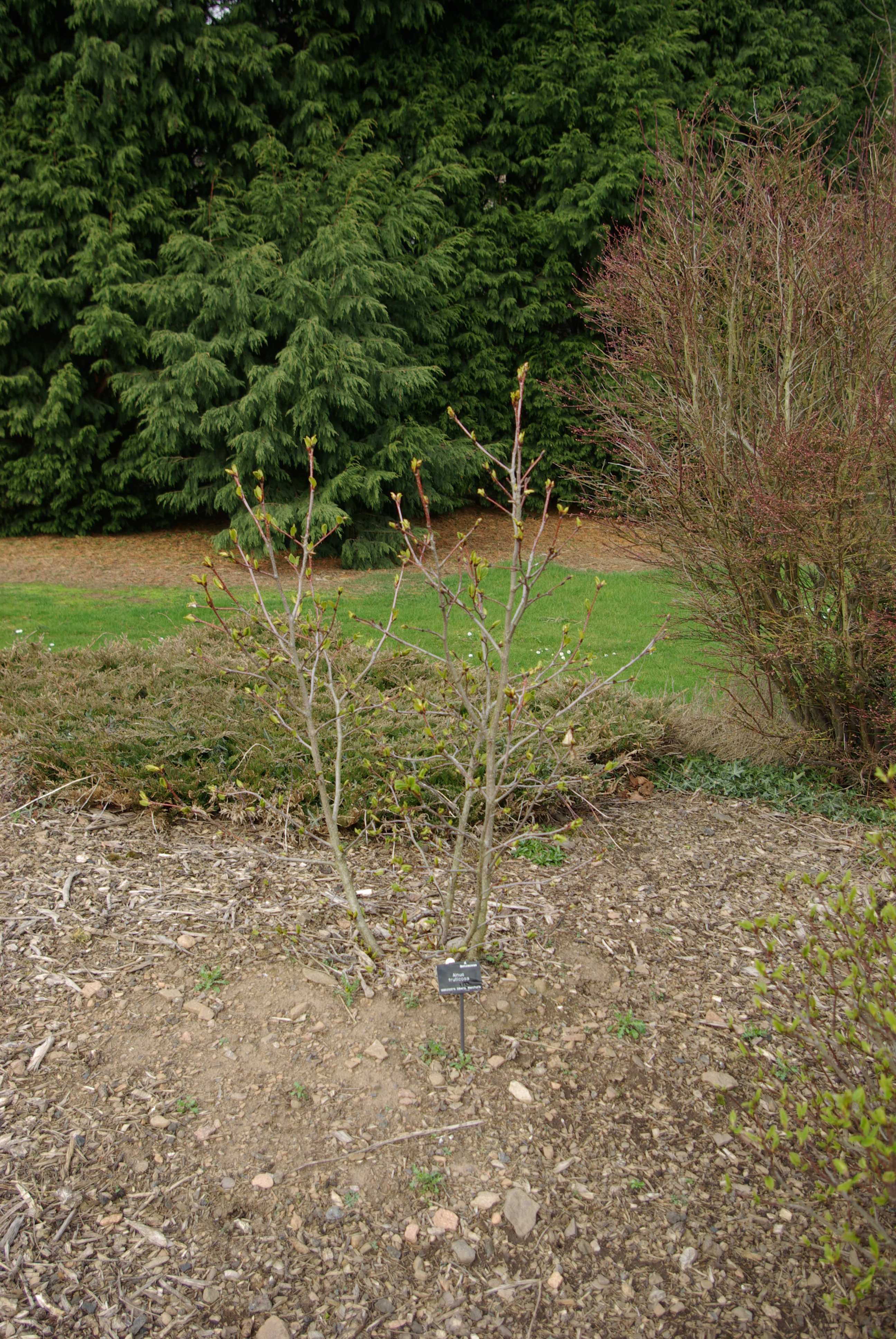
Arbusto

Alnus alnobetula ssp. alnobetula

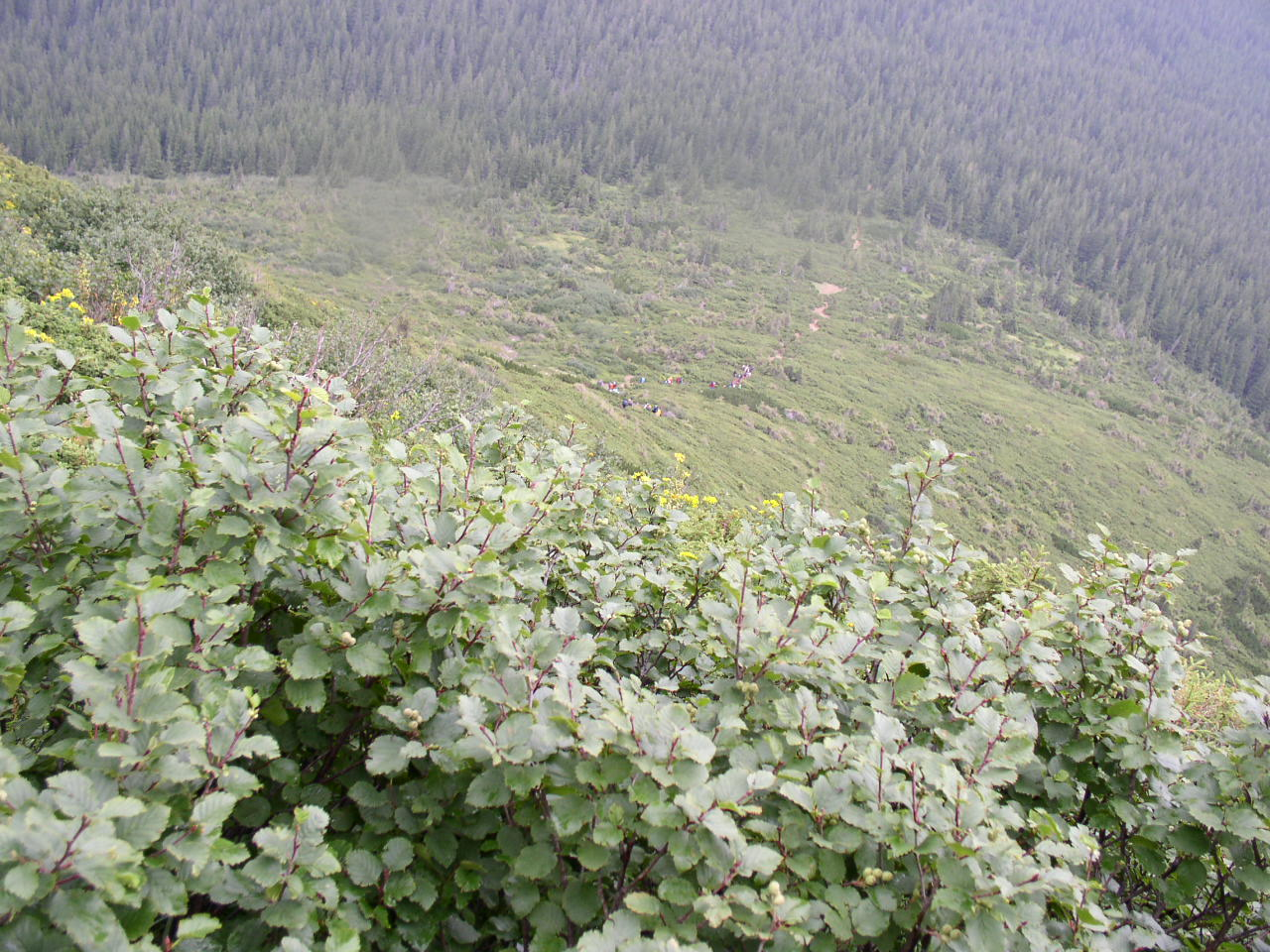
Esemplare sui Carpazi in Ucraina
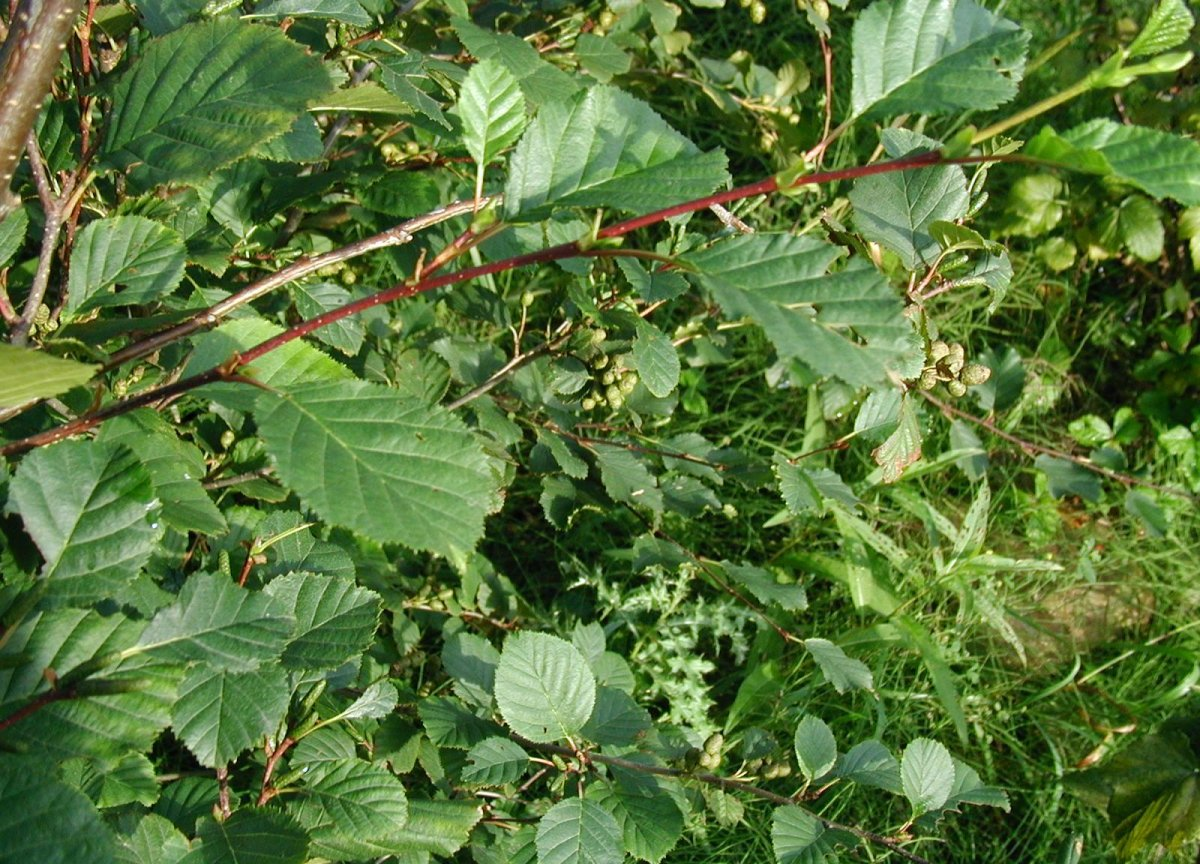
L'arbusto e le foglie in dettaglio
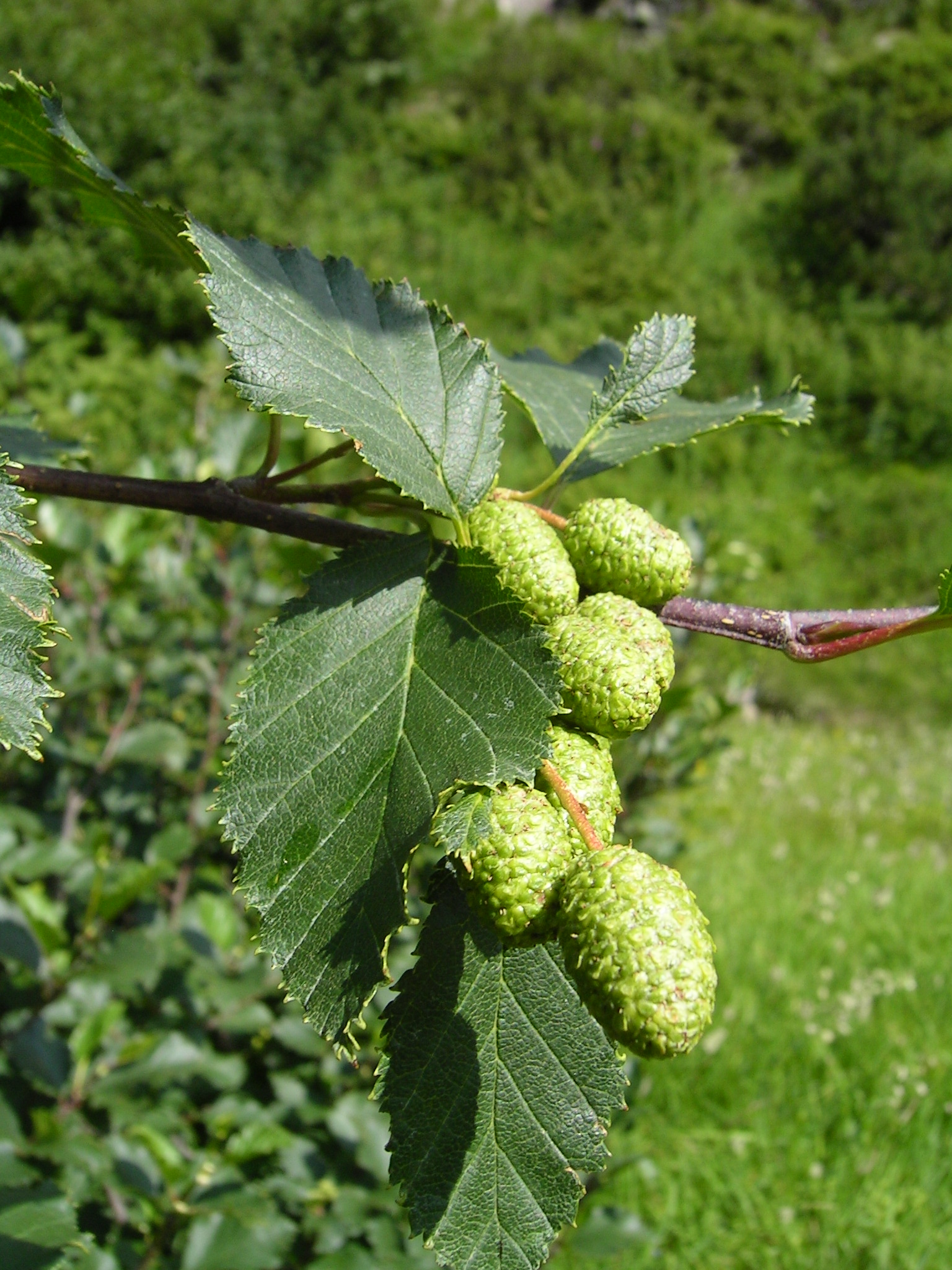
Frutto
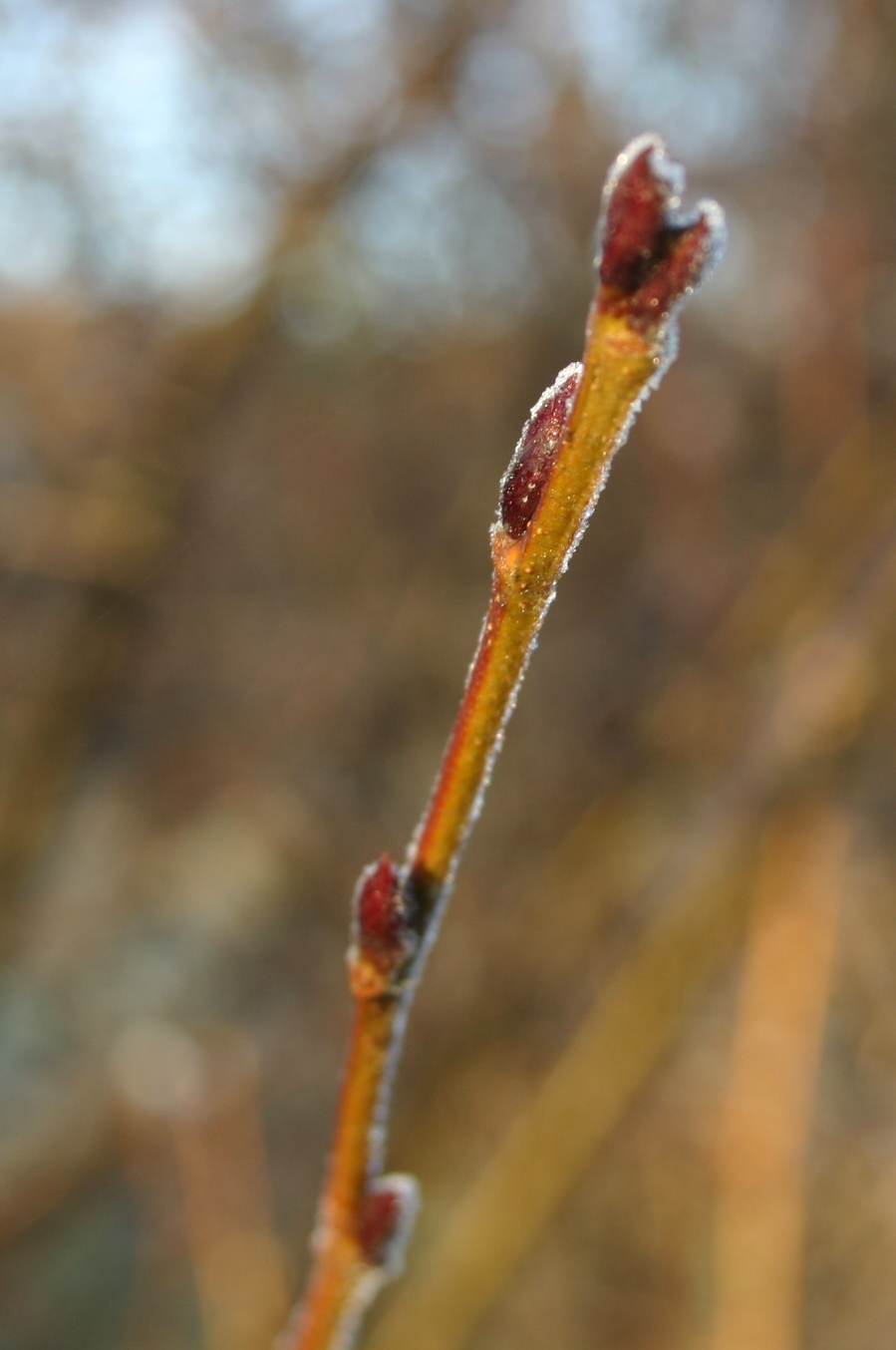
Gemme
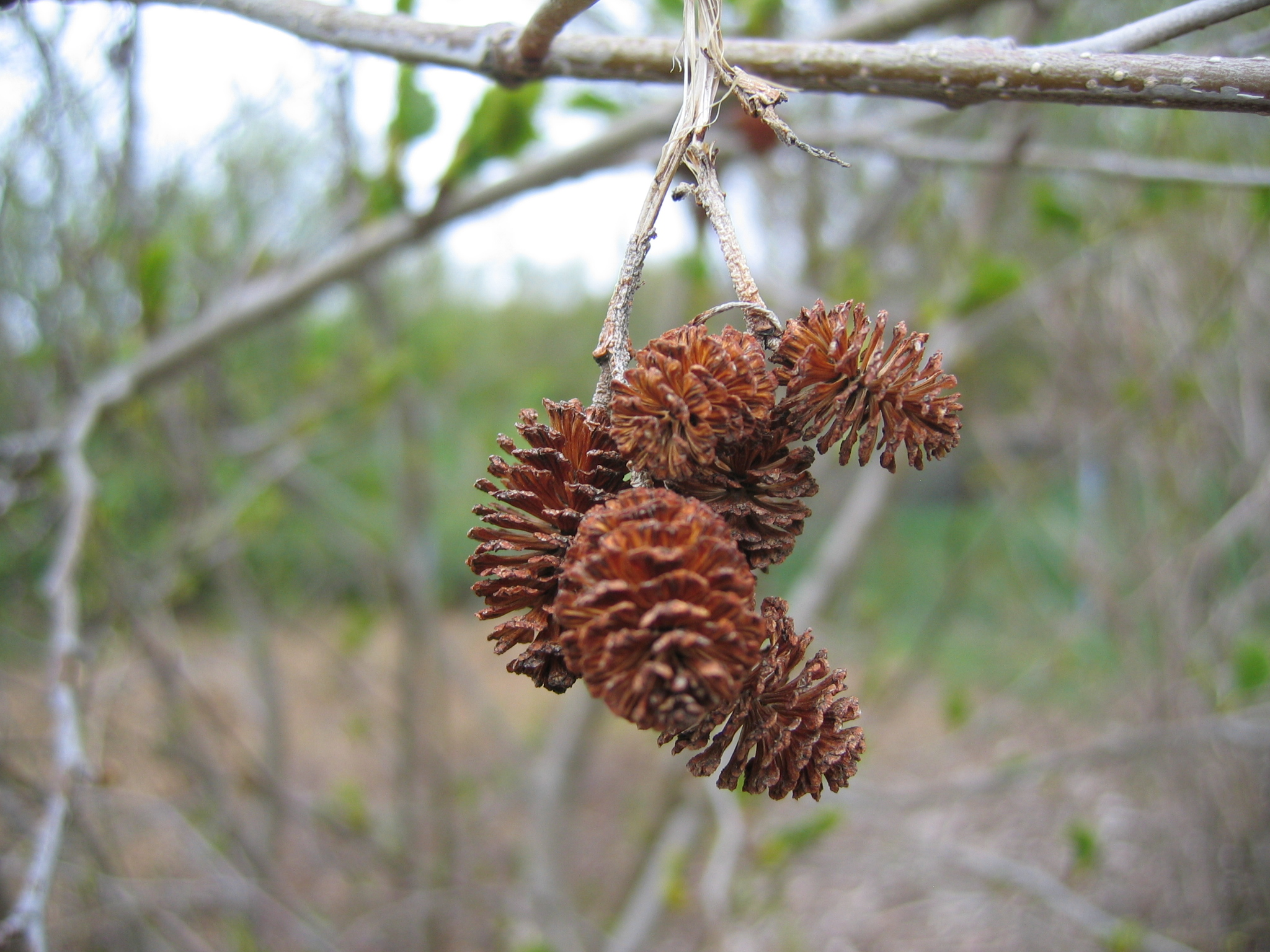
Alnus alnobetula al giardino botanico di Reykjavík
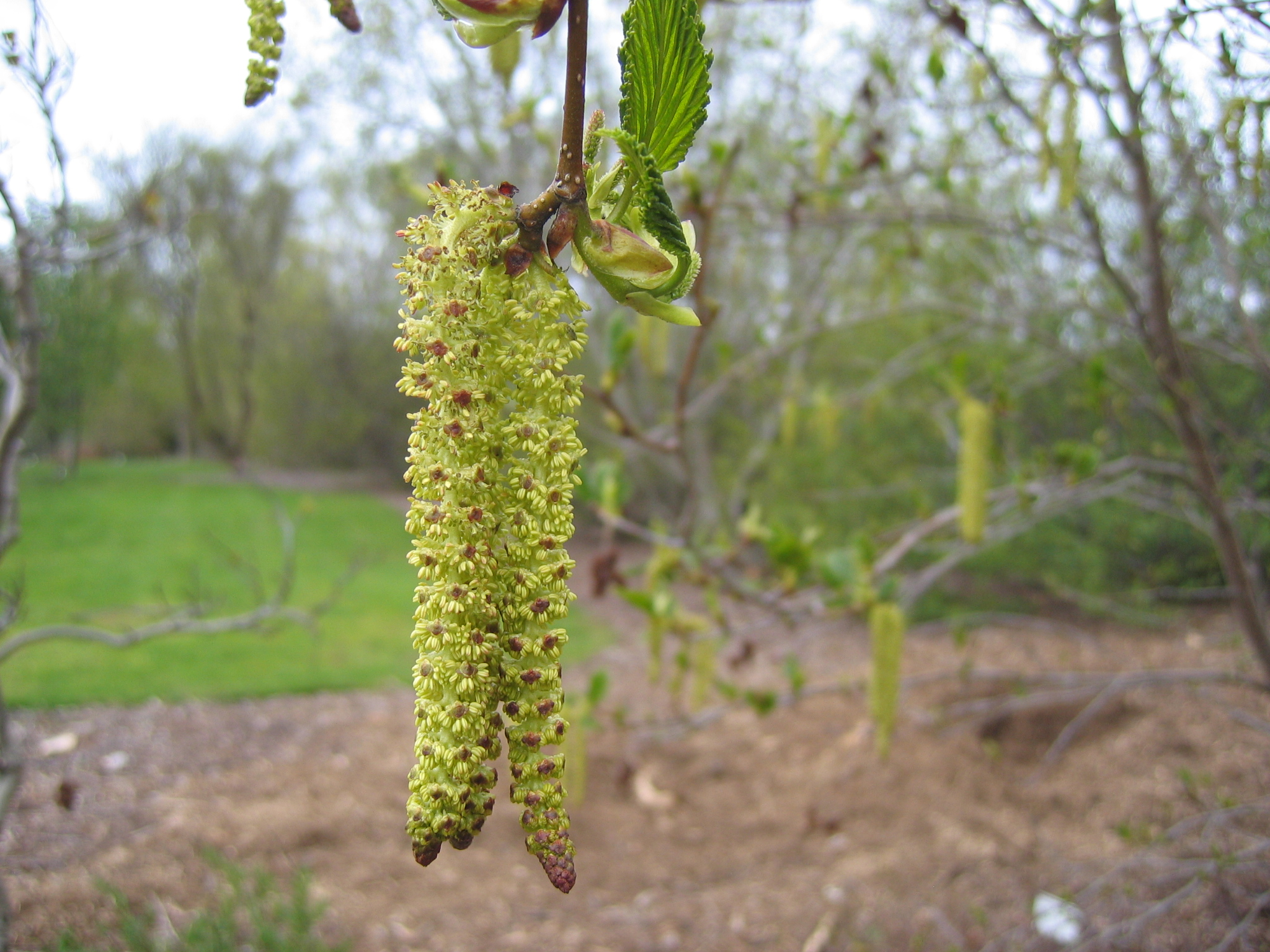
Alnus alnobetula al giardino botanico di Reykjavík

Alnus alnobetula ssp. crispa

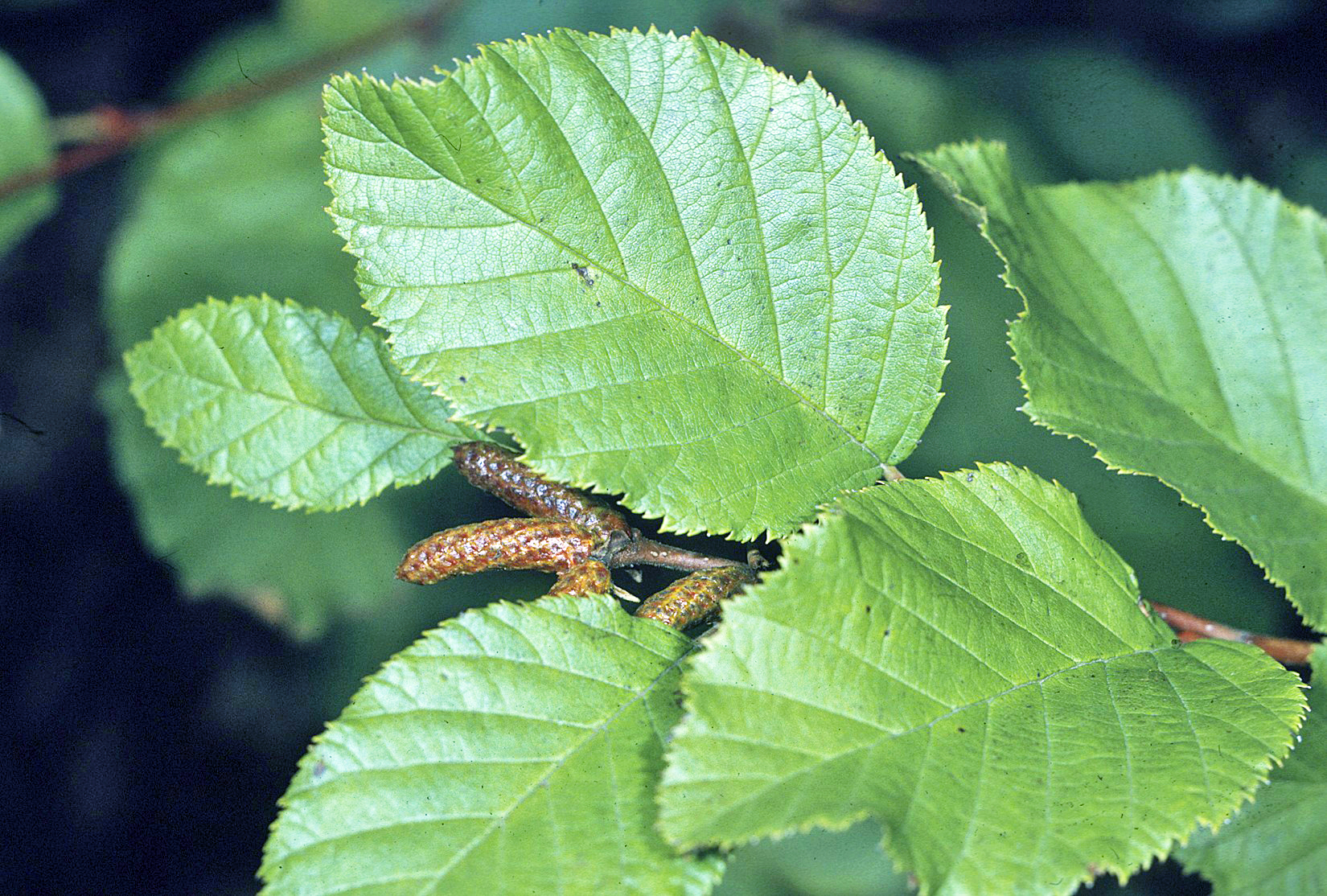
Foglie
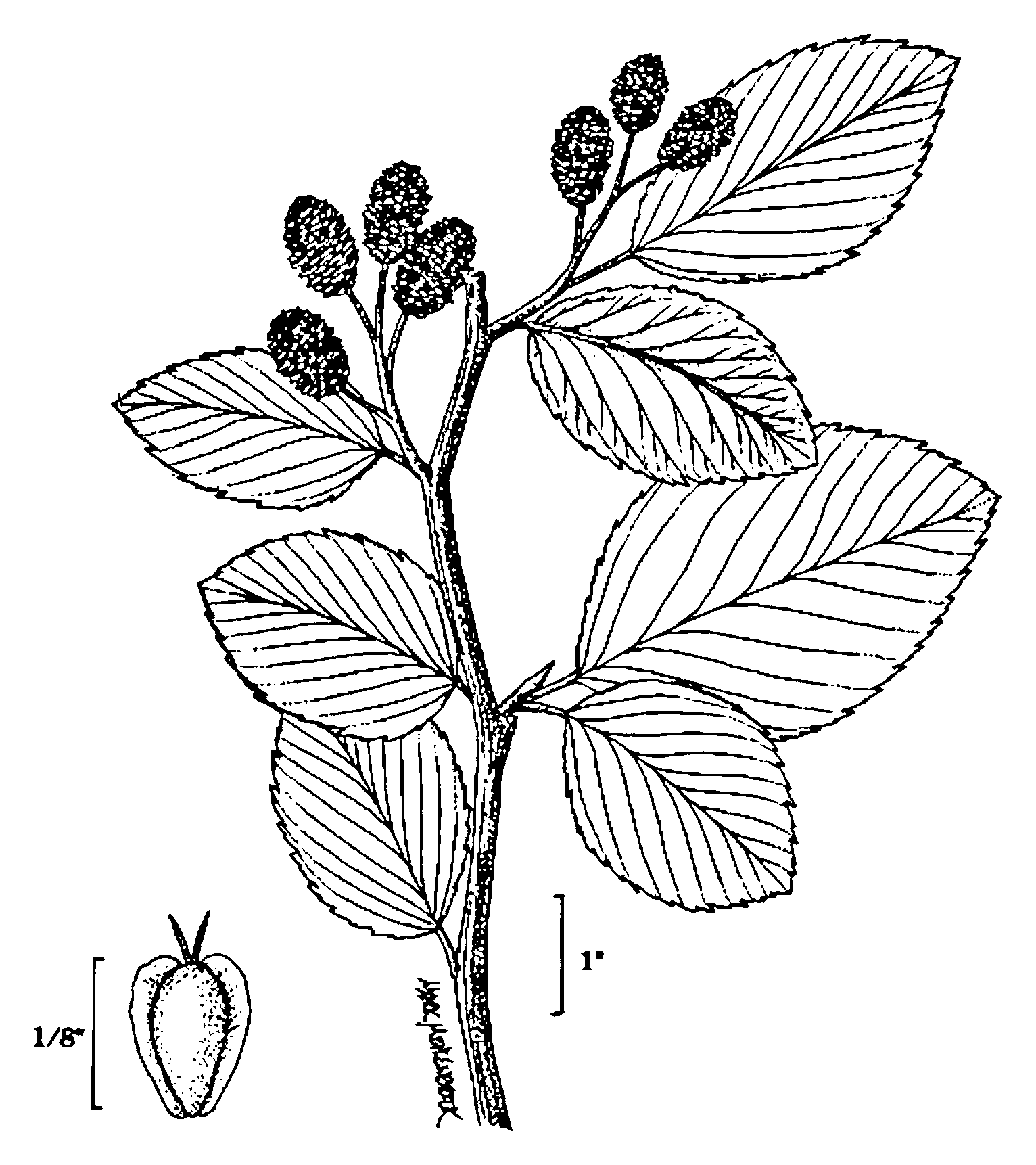
Illustrazione didattica

Alnus alnobetula ssp. fruticosa
- Arbusto

Alnus alnobetula ssp. sinuata

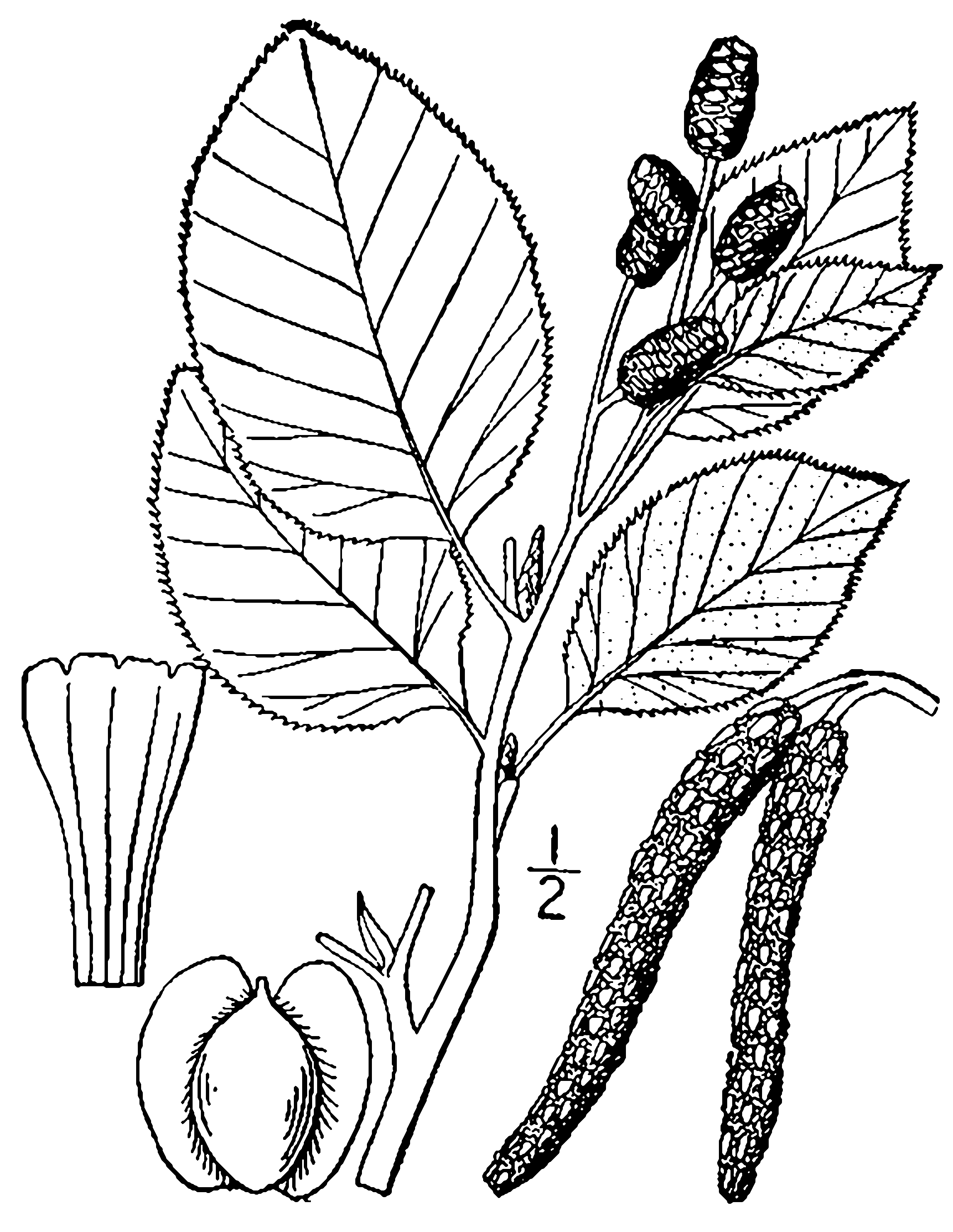
Illustrazione didattica